# 사르데냐 행동당
사르데냐 행동당(이탈리아어: Partito Sardo d'Azione 파르티토 사르도 다치오네[*], PSd'Az)은 1921년에 다비데 코바, 카밀로 벨리에니, 에밀리오 루소와 제1차 세계 대전 퇴역 군인들과 창당한 사르데냐 지역 정당이다.
제2차 세계 대전 후, 행동당과 연방제도 협정을 유지하다, 행동당은 이탈리아 사회당과 합당하게 되었고, 샤르데냐 행동당은 1984년부터 1989년까지 이탈리아 사회당. 이탈리아 공산당과 함께 지도부로서 민주 연합에 참가했다. 1981년에 공식적으로 당규 1조에'사르데냐 독립'을 추가하기에 이른다. 이와 같이 사르데냐 행동당은 수많은 정치적 상황을 겪으며 잦은 정치 노선 변화가 있었다.
19세기 말, 진보주의자 동맹과 올리브나무을 지지하게 되고 2009년 사르데냐 지방선거에서 중도연합 자유민중당, 사르데냐 개혁가와 연합을 맺고, 2013년까지 사르데냐 주 집권을 한다.